# Jean-Jacques Lequeu

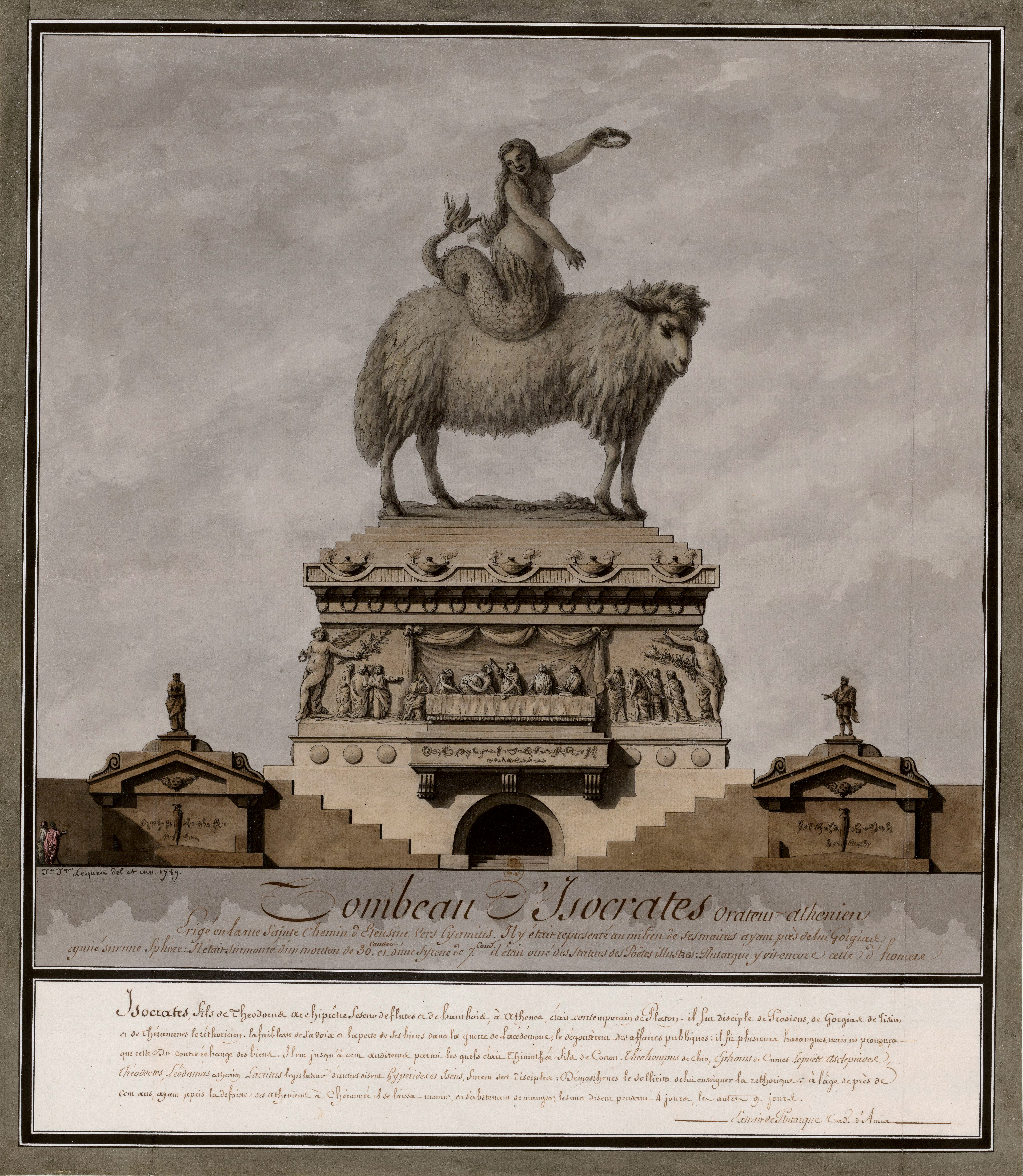
Tombeau d'Isocrates

Jean-Jacques Lequeu (1757-1826) was een Frans tekenaar en kunstschilder.

## Levensloop
Lequeu volgde les aan de tekenschool van Rouen. Vandaar trok hij naar Parijs met de ambitie architect te worden. Hij werd bediende op het kadaster en woonde in een appartement in de rue Saint-Denis. Hij bleef werken op het kadaster tot zijn pensioen en stierf in armoede.

## Werk
Lequeu tekende in zijn vrije uren een omvangrijk oeuvre. Geïnspireerd door de Renaissanceroman Le songe de Poliphile stelde hij een Architecture civile samen. Die bestaat uit tekeningen in waterverf met als onderwerp denkbeeldige paleizen, fabrieken, ruïnes, grotten, labyrinten en tuinen met gebeeldhouwde struiken. Verder tekende hij portretten (zelfportretten met grimas), anatomische studies (vaak met erectie), vrouwelijke naakten in een architectonisch decor en in suggestieve posities. Zijn naakten zijn een mengeling van antieke idealisering en anatomisch naturalisme en hebben het uitzicht van standbeelden. Het fantastische werk van Jean-Jacques Lequeu werd pas bekend na zijn dood.